# Abraha

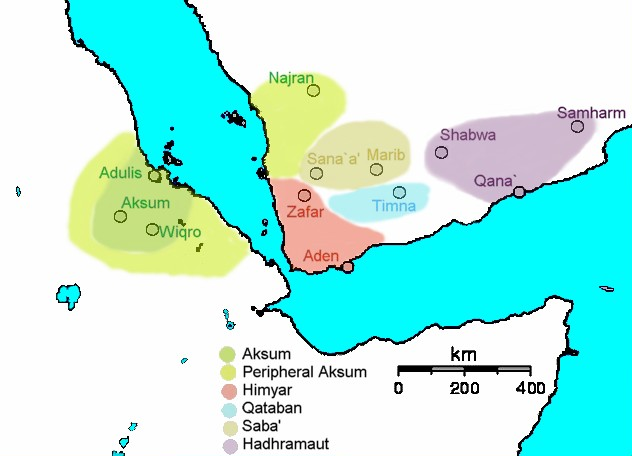
Regno axumita verso il 230

Abraha, Lingua geez Abreha; in arabo أبرهة الحبشي‎?, Abraha al-ḥabašī, "Abraha l'abissino" o Abraha al-ashram, in arabo أبرهة الأشرم‎?, "Abraha dal naso mozzato" (... – dopo il 553), è stato un condottiero abissino che, per conto del sovrano di Aksum, conquistò lo Yemen. Nominato viceré, si rese di fatto sovrano indipendente nel 525, proclamandosi re dello Yemen, in cui regnò fino al 553 circa.

## Biografia
È difficile indicare date certe riguardo agli avvenimenti della sua vita.

### Origini
Procopio di Cesarea lo descrive come un apparente cristiano, già schiavo d'un bizantino stabilitosi ad Adulis, in Etiopia, dove operava commerci marittimi. Ṭabarī scrive che Abraha si chiamava Abû Yaksum al-Ashram Abraha ben al-Sabâh e che apparteneva alla stirpe dei re d'Abissinia.
Verso il 520/523, Dhu Nuwas, re arabo convertito al Giudaismo, era al potere nel regno di Himyar e, forse per motivi biecamente finanziari, forse per smania missionaria, uccise i cristiani dell'oasi di Najrān. Questo episodio è ricordato nel Corano. Un'antica tradizione fa risalire al regno dell'imperatore Costanzo II la conversione dell'oasi di Najran. La città aveva un vescovo che dipendeva probabilmente dalla Chiesa copta ortodossa d'Etiopia.

### La presa di potere in Yemen

#### Versione musulmana
Il massacro offre il pretesto al Negus cristiano ʾElla ʾAṣbeḥa (ricordato anche come Caleb, chiamato ʾLʾṢṬH nelle epigrafi, e quindi vocalizzabile come Hellestheaios) d'Etiopia, per invadere lo Yemen. Per consentire tale invasione, avvenuta prima del 531, l'Imperatore bizantino Giustino I gli offre 60 navi. ʾElla ʾAṣbeḥa invia un esercito comandato da Aryaṭ. Dhū Nuwās prova a evitare lo scontro con un esercito troppo superiore al suo e propone di sottomettersi. Aspetta che gli eserciti etiopici si disperdano per attaccare a sua volta e mettere in rotta quelle forze così frazionate. Aryaṭ rientra in Etiopia per rendere conto dell'accaduto e il Negus invia allora un esercito sotto il comando di Abraha. Abraha s'impadronisce di Sanʿāʾ e obbliga la popolazione della città ad abbandonare l'Ebraismo e a convertirsi al Cristianesimo. A quanti rifiutano viene tagliata la testa.

Il Negus attende di ricevere una parte del bottino e chiede ad Abraha di tornare in Etiopia. Abraha rifiuta, col pretesto di non poter lasciare il Paese per evitare di perdere rapidamente quanto aveva conquistato. Il Negus invia allora un nuovo contingente condotto da Aryaṭ per assumere il controllo delle operazioni. Ṭabarī narra che i due uomini si affrontano in duello. Nel corso del combattimento, Aryaṭ ferisce Abraha al naso e Abraha diventa perciò Abraha al-Ashram (Abraha dal naso mozzato). Uno schiavo di Abraha colpisce Aryaṭ con un colpo di lancia e lo uccide. Le truppe che lo accompagnavano si disperdono. Abraha s'insedia sul trono. ʾElla ʾAṣbeḥa avvertito della morte di Aryaṭ, giura di uccidere Abraha. Questi sa di rischiare la morte qualora il Negus dovesse arrivare per combattere, dal momento che i soldati abissini avrebbero rifiutato di combattere contro il loro re. Invia allora un messaggero al Negus per fornirgli la sua versione della morte di Aryaṭ. Il Negus non avendo più la possibilità concreta di mobilitare un nuovo esercito, si dice soddisfatto di quelle spiegazioni e conferma Abraha nel suo posto di re dello Yemen (verso il 558).

#### Versione di Procopio
Procopio propone una versione un po' differente per quanto riguarda la presa di potere da parte di Abraha.
ʾElla ʾAṣbeḥa condusse di persona il suo esercito in Yemen. Dhū Nuwās è ucciso nei combattimenti. ʾElla ʾAṣbeḥa nomina Sumyafaʾ Ashwaʾ viceré di Himyar e ritorna in Etiopia. Sumyafaʾ Ashwaʾ è un himyarita di religione cristiana. 
Una parte delle forze militari giunte dall'Etiopia preferisce rimanere in Yemen per la gradevolezza del Paese. Nel 535, la popolazione si ribella al viceré ed eleva Abraha al trono. Ella Asbeha organizza un esercito di 3 000 uomini che invia in Yemen sotto il comando di uno dei suoi familiari. I soldati trovano il Paese di loro gusto, si ribellano al loro comandante, lo uccidono e negoziano la loro permanenza in Yemen con Abraha. ʾElla ʾAṣbeḥa invia un nuovo esercito, ma è un nuovo scacco. In seguito, ʾElla ʾAṣbeḥa abdica in favore del figlio Ghebré-Meskel e si ritira in un monastero, in cui finirà i suoi giorni. Abraha conclude allora un trattato di pace con Ghebré-Meskel. Ottiene di essere riconosciuto come sovrano dello Yemen, accettando di dichiararsi vassallo del Negus e di versargli un tributo.

### Il regno
Abraha colloca la capitale di Zafâr a Ṣanʿāʾ. Avvia il restauro della Diga di Ma'rib che aveva sofferto danni in diverse occasioni nel V secolo.
Nel 549, Abraha assicura importanti riparazioni alla diga di Ma'rib, attestati da un'iscrizione. Questo restauro è completato nel 558. 
In questo stesso anno, iniziò il regno di Ghebré-Meskel, re di Aksum (558-584). Dopo l'accordo di pace, Ghebré-Meskel sostiene lo sforzo condotto dal viceré dello Yemen, Abraha, contro i Sasanidi, gli israeliti e gli arabi. Abraha riportò numerosi successi contro gli arabi insediati nel settentrione (Banu Ma'add|Banū Maʿadd). 
Secondo Tabari, Abraha fece costruire una cattedrale a San'a', col fine di creare un pellegrinaggio capace di far concorrenza a quello che i pagani facevano alla volta di Mecca e della sua Kaʿba. Un pagano abitante di Mecca, viene in visita a Ṣanʿāʾ. Ottiene il permesso di passare la notte nella chiesa. La mattina egli insozza il luogo con i suoi escrementi. Abraha, furioso, giura di vendicarsi e di distruggere il santuario meccano.

### L'anno dell'elefante
La tradizione musulmana attribuisce ad Abraha un attacco a Mecca, condotto con una truppa dotata di elefanti. Il nome di Abraha non è citato nel Corano, ma Ṭabarī nei suoi annali e la Sira parlano di un simile avvenimento. La Mecca è difesa vanamente da ʿAbd al-Muṭṭalib, nonno paterno di Maometto, e Mecca si salva prodigiosamente grazie all'intervento divino, che avviene per il tramite di uccelli (Rondone Euroasiatico) che scagliano pietre mortali ( sijjīl ) sugli assedianti  . L'anno di questo leggendario attacco è chiamato «anno dell'elefante» e combacerebbe con l'anno di nascita del Profeta dell'Islam, tradizionalmente situato fra il 568 e il 572.
La tradizione fissa in questa data la rottura definitiva della diga di Māʾrib, che comportò «la grande inondazione» di cui parla il Corano e che causò l'emigrazione delle tribù arabe meridionali verso il settentrione peninsulare..
Secondo la tradizione musulmana, nell'attacco degli uccelli inviati per volere di Dio, sarebbe morto lo stesso Abraha.